# Simona Duque de Alzate
Simona de la Luz Duque de Alzate (30 de març de 1773 - 17 de gener de 1858) va ser una revolucionària colombiana.
Filla de propietaris de la regió, es va casar amb Antonio Alzate i va tenir sis fills. Es va convertir en un gran símbol de la Guerra d’Independència de Colòmbia, en lliurar cinc dels seus fills al llavors tinent coronel José María Córdova, que va acceptar incorporar-los a les tropes rebels. El tinent coronel, per ressaltar la generosa acció lliurament dels fills, escriu una carta al general Francisco de Paula Santander en què assenyala: "Una característica tan sublim de l'amor pel país mereix la major consideració del govern". Per aquest motiu el general Santander va decretar que la dona rebés ingressos complets per a la resta de la seva vida pel seu amor a la pàtria. La dona, que passava per moments de gran precarietat, al final va acceptar. Va morir a Marinilla el 17 de gener de 1858 a 85 anys. Al llit de mort, el seu fill Salvador li va preguntar quines ordres havia de deixar en cas que morís i, amb una veu agonitzant, encara que clara, va dir: Deixeu que els meus fills serveixin el país cada vegada que els necessiti.